# Гринёв, Владислав Сергеевич
Владислав Сергеевич Гринёв (род. 21 июля 1996, Москва) — российский пловец, специализирующийся в плавании вольным стилем. Заслуженный мастер спорта России, трёхкратный призёр чемпионата мира 2019 года, трёхкратный серебряный призёр чемпионата мира на короткой воде 2018 года, победитель и двукратный призёр чемпионата Европы 2018 года, трёхкратный чемпион Европы 2019 года в 25-метровых бассейнах.

## Биография
Владислав Гринёв родился и живёт в Москве. Занимается плаванием с семи лет и до сих тренируется в «СШ № 77» Москомспорта. По словам Владислава, в 17 лет ему хотелось закончить с плаванием, будущий пловец ходил на тренировки неохотно. Позднее спортсмен перешёл к другому тренеру (В. В. Нуцубидзе) и стал серьёзнее относиться к делу. Гринёв является студентом магистратуры факультета агрономии и биотехнологии Тимирязевской академии.
В 2014 году поступил на программу бакалавриата в Российский государственный аграрный университет — МСХА имени К. А. Тимирязева на факультет почвоведения, агрохимии и экологии. В 2018 — на программу магистратуры факультета агрономии и биотехнологии, в 2020 году окончил университет
В 2018 году стал полноправным членом сборной России по плаванию, отобравшись на чемпионат Европы в Глазго. Москвич хорошо проявил себя на этом турнире, став чемпионом Европы в эстафете 4×100 м вольным стилем. На своей коронной дистанции (100 м кролем) Гринёв остановился в шаге от пьедестала почёта. На европейском первенстве россиянин добавил в свою коллекцию наград «серебро» в комбинированной эстафете 4×100 м и «бронзу» в смешанной кролевой эстафете.
В декабре того же года заслужил право представить свою страну на чемпионате мира по плаванию в 25-метровых бассейнах. Гринёв помог команде выиграть три серебряных медали в эстафетах (4×100 и 4×200 м вольным стилем и в комбинированной 4×100 м), однако на завоевал личных медалей, став, как и на чемпионате Европы, четвёртым на стометровке кролем.
В 2019 году стал лидером сборной России в плавании на дистанции 100 м вольным стилем: на чемпионате России он побил рекорд страны (47,43). На чемпионате мира россиянин сначала выиграл серебряную медаль в эстафете 4×100 м кролем, а затем на своей коронной дистанции завоевал бронзовую награду, принеся стране первую за 16 лет после прославленного Александра Попова медаль в этом виде программы.